# Florence Masebe
Florence Masebe, de son vrai nom Raesibe Masebe, née le 14 novembre 1972 dans le Limpopo, est une actrice sud-africaine et productrice de films connue notamment pour son rôle dans la série Muvhango,,. Elle a remporté l'Africa Movie Academy Award de la meilleure actrice lors de la 9e cérémonie des Africa Movie Academy Awards.

## Biographie
Florence Masebe est originaire du village de Matebula, dans la province du Limpopo, en Afrique du Sud. Elle vient de l'ethnie Venda. Elle étudie les arts dramatiques à l'université de Cap Town UCT drama school.
Ses débuts à la télévision datent de 1993, où elle joue notamment dans Big Time, une série télévisée de la SABC.
Le 18 août 1999, Florence Masebe est attaquée à l'entrée de sa maison à Johannesburg. Son agresseur tire 41 coups de feu sur sa voiture, alors qu'elle est à l'intérieur avec sa fille de 4 ans. Six à huit balles la touchent mais elle survit. Un homme a avoué être un tueur à gages embauché pour saboter le casting de Generations (South African TV series) (en) pour lequel elle était pressentie,.
Elle joue le rôle de Humbulani Rambau dans Muvhango (en), feuilleton à succès qui a été nommée en 2006 pour le South African Film and Television Award du meilleur feuilleton et dont elle constitue une des figures mémorables.
En 2012, elle joue le rôle titre du film Elelwani (en) et reçoit pour sa prestation une des plus grandes récompenses du cinéma africain, le prix de la meilleure actrice lors des 9e Africa Movie Academy Awards. Le film y remporte également le prix de la meilleure production. Il est par ailleurs présenté en 2013 au Festival international du film de Durban, en sélection officielle à la 63e Berlinale, au FESPACO et au Festival international du film de Louxor, et représente l'Afrique du Sud aux Oscars (sans être sélectionné).
En 2015, Florence Masebe perd son enfant âgé de 15 mois, noyé dans une piscine,.
Elle parle trois langues sud-Africaines et réside à Johannesburg.

## Prises de position publiques
Masebe intervient régulièrement dans le débat public pour réclamer plus de justice et d'équité dans l'industrie du divertissement; elle utilise sa notoriété pour faire pression pour réclamer la modification des lois afin de mieux protéger les artistes sud-africains. En 2019, elle participe à la rédaction d'un projet de loi sur la protection des artistes er interprètes, en attente de ratification par le parlement,.
En 2021, à la suite de la crise du Covid-19, elle interpelle sur les réseaux sociaux ceux qui ont choisi de ne pas se faire vacciner ou de ne pas porter de masque malgré les protocoles Covid-19 et la loi.

## Filmographie

### Séries télévisées
- 1993-1999 : Generations : Thembi
- 2001 : Stan Becker : Sarah
- 2004-2009 : Muvhango (en) : Humbulani Rambau
- 2009 : Erfsondes (saison 2) : Nini
- 2009 : 7 de Laan : Refiloe Morapedi
- 2011-2015 : Soul City (saison 11et 12) : Sis Noni
- 2012: Inkaba : Gloria
- 2012 : Scandal : Precious Thito
- 2014 : Task Force : Lindiwe Ndlovu
- 2014: Sokhulu & Partners : Thabisile
- 2016 : Ring of Lies : Masindi
- 2018 : Ikani : Bafunani Mahlangu
- 2019 -  : The Republic : President Lufuno Mulaudzi[13]

### Autres films
- 1996 : Born Free: A New Adventure (téléfilm) : Frances
- 2011 : Black Butterflies (Ingrid Jonker) : Maria
- 2012 : Elelwani (en): Elelwani

## Émissions
- 2001 : The South African Music Awards
- 2006 : Its for Life (programme éducatif pour adultes)
- 2006 : Strictly Come Dancing : concurrente

## Récompenses
- Meilleure actrice – Africa Movie Academy Award pour Elelwani.
- Meilleure actrice dans un second rôle dans une série télévisée - Golden Horn Awards
- Meilleure actrice -  DSTV Mzansi Viewers choice Awards
- Oscar sud-africain de la meilleure image pour Parasites, un film dont elle est la productrice[5]